# Ковалёво (Городокский район)
Ковалёво (бел. Кавалёва) — деревня в Городокском районе Витебской области Белоруссии. Входит в состав Бычихинского сельсовета.
Находится примерно в 7 верстах к востоку от более крупной деревни Хвошно.

## Население
- 1999 год — 11 человек
- 2010 год — 4 человека[4]
- 2019 год — 3 человека[1]